# Henryka Królikowska
Henryka Królikowska z d. Staszewska (ur. 15 stycznia 1901 w Warszawie, zm. 23 września 1983 we Włocławku) – artystka malarka, muzealnik, pedagog.

## Życiorys
Urodziła się 15 I 1901 r. w Warszawie, jako najmłodsze dziecko Franciszka i Teodory. Ukończyła 8-klasowe Gimnazjum Zofii Kurmanowej w Warszawie. W 1922 r. rozpoczęła studia na Uniwersytecie Stefana Batorego w Wilnie na Wydziale Sztuk Pięknych, w pracowni malarstwa prof. Ferdynanda Ruszczyca. Po studiach wstąpiła do Polskiego Towarzystwa Artystycznego. Wraz z mężem, podpułkownikiem wojsk polskich Julianem Królikowskim, wyjechała na Kresy Wschodnie. W 1930 r. powróciła do Warszawy i rozpoczęła pracę jako nauczycielka rysunku w gimnazjum E. Czyżewiczowej. W 1935 r. była współorganizatorką „Grupy Wileńskich Malarek”, która dwa lata później przekształciła się w Spółdzielnię Pracy Polskich Artystek Plastyczek „Sztuka i Praca”. W latach następnych współpracowała z Doświadczalną Spółdzielnią Artystów i Rzemieślników „Ład” oraz z „Salonem Sztuki Spółdzielni Artystów”.
W okresie okupacji straciła najbliższych – w 1940 r. zmarła matka, w 1942 r. zginął w obozie w Oświęcimiu mąż. W latach 1943–1944 pracowała jako kierownik Salonu Sztuki „Rembrandt” w Warszawie. W czasie powstania warszawskiego przebywała we wsi Wrzeczko w pow. łowickim.
W marcu 1945 r. przyjechała do Włocławka i rozpoczęła pracę w Referacie Kultury i Sztuki w Starostwie Powiatowym. W tym też roku została kierownikiem Muzeum Ziemi Kujawskiej. Zajęła się organizacją placówki muzealnej, jednocześnie włączyła się do prac na rzecz środowiska miejscowych plastyków. W pracy na stanowisku kierownika muzeum, które pełniła do 30 VI 1965 r., miała wiele zasług zarówno w zakresie reaktywowania i tworzenia kolekcji, organizacji wystaw, jak i działalności pedagogiczno-oświatowej. 	
Od 1945 r. była członkiem Związku Polskich Artystów Plastyków. Była współorganizatorką związku artystów włocławskich Grupa Kujawska, który działał w latach 1952-1976. W 1948 r. zorganizowała przy muzeum Społeczne Ognisko Kultury Plastycznej, które prowadziła przez dwa lata. Działające wiele lat ognisko miało duże znaczenie w edukacji artystycznej wielu późniejszych włocławskich twórców.
Henryka Królikowska zmarła 23 IX 1983 r. we Włocławku i została pochowana na cmentarzu komunalnym.

## Twórczość
Henryka Królikowska malowała pejzaże, portrety, martwe natury, sporadycznie sceny religijne i rodzajowe. Spuścizna po niej w większości obejmuje prace na papierze – szkice ołówkiem, rysunki tuszem, akwarele i pastele. Wykonywane piórkiem i ołówkiem z wielką lekkością rysunki architektury, portrety cechuje drobiazgowe opracowanie szczegółu. W wielu przypadkach prace te mają dodatkowy walor dokumentacyjny, dotyczy to zwłaszcza budowli już nieistniejących. W grupie obrazów olejnych zachowały się dwa obrazy z lat 30. XX w.: „Widok Nowogródka” i „Czarny Staw pod Kościelcem”. Po wojnie malarka tworzyła portrety z natury oraz portrety postaci historycznych, ze szczególnym upodobaniem malowała pejzaże i martwe natury. Obrazy Henryki Królikowskiej cechuje realizm, staranie o uchwycenie barw rzeczywistych, w martwych naturach skłonność do ciepłej kolorystyki.

## Wystawy
Pierwszy raz pokazała swe prace na wystawie w Towarzystwie Zachęty Sztuk Pięknych w Warszawie w 1932 r. Przed wojną brała jeszcze udział w wystawie w Instytucie Propagandy Sztuki w Warszawie (1933) i w Towarzystwie Przyjaciół Sztuk Pięknych w Krakowie (1938).
Po wojnie wraz z gronem włocławskich artystów uczestniczyła w około 70 wystawach zbiorowych. Brała udział we wszystkich prezentacjach Grupy Kujawskiej i Związku Polskich Artystów Plastyków Okręgu Bydgoskiego. Była inicjatorką i organizatorką licznych wystaw w muzeum, klubach, galeriach. Kilka razy miała prezentacje indywidualne swych prac. Największa z wystaw pokazująca dorobek Henryki Królikowskiej – wystawa pośmiertna – miała miejsce w Muzeum Ziemi Kujawskiej i Dobrzyńskiej w 1985 r.

## Ważniejsze odznaczenia
Za swą pracę H. Królikowska była uhonorowana wieloma nagrodami, m.in.: 
- Medalem 10-lecia PRL (1955),
- odznaką „Zasłużony Działacz Kultury” (1965),
- odznaką „Tysiąclecie Państwa Polskiego” (1966),
- medalem „Za zasługi dla rozwoju miasta”,
- Krzyżem Kawalerskim Orderu Odrodzenia Polski (1977)

oraz wieloma nagrodami i dyplomami za upowszechnianie kultury i sztuki ludowej.